# Makgeolli
Makgeolli (în limba coreeană: 막걸리) este o băutură alcoolică tradițională din Coreea.
Cunoscută și sub numele de Makuly (takju), ea este făcută din orez fermentat, ceea ce îi dă o culoare albă, lăptoasă. 
Conținutul de alcool este de c. 6,5 - 7%. 
Este deseori folosită în ritualuri religioase în Coreea.
Se bea după ce este scuturată sau amestecată, pentru că este nefiltrată.
În Coreea de Sud existau în 2009 c. 700 de fabrici de makgeolli.